# Tomàs Roca
Tomàs Roca (Tarragona, segle XV - Tarragona, segle XVI) va ser un metge i astròleg català
Es titulà en arts (filosofia) i en medicina a la universitat de Perpinyà abans d'exercir a Girona i, posteriorment, entrar al servei de Fadrique Enríquez de Velasco, almirall de Castella i vescomte de Cabrera per matrimoni amb Anna de Cabrera. Es dedicà a l'estudi de l'astrologia, que volgué situar en el camp de la ciència i obtenir-hi aplicació per a la pràctica de la medicina. Fou autor d'un volum, imprès en llatí a Burgos el 1523 que aplegava contingut miscel·lani: una compilació de lèxic astrològic amb disquisicions sobre el tractament de la pleuritis; un escrit contra els nigromàntics; un altre contra les presumpcions dels astròlegs; i finalment una refutació dels tractats del filòsof italià Agostino Nifo sobre Averrois, tractant incidentalment de la repressió reial contra els comuners, i fent un pronòstic per al 1522. Aquesta darrera part, escrita el 1521, era una rèplica al llibre de Nifo De falsa diluvii pronosticatione (Nàpols, 1519), un més d'un seguit d'escrits apocalíptics sobre una propera fi del món.
Uns anys més tard, el metge Francesc Carrera va fer una conferència a la Facultat de Medicina molt crítica amb les idees de Tomàs Roca, que es publicà (Carrera, Francisco. De vario, omnique falso astrologiae conceptu.  Barcinonae: s.n., 1657.)